# Is-sur-Tille
Is-sur-Tille település Franciaországban, Côte-d’Or megyében. Lakosainak száma 4308 fő (2022. január 1.). Is-sur-Tille Marey-sur-Tille, Diénay, Saulx-le-Duc, Til-Châtel, Villey-sur-Tille, Chaignay, Crécey-sur-Tille, Échevannes és Marcilly-sur-Tille községekkel határos.

## Népesség
A település népességének változása:
| Lakosok száma | 3448 | 4200 | 4050 | 3824 | 4432 | 4424 | 4402 | 4405 | 4360 | 4308 |
|               | 1968 | 1982 | 1990 | 2006 | 2013 | 2015 | 2017 | 2019 | 2020 | 2022 |